# Schlick gyár
A Schlick–Nicholson Gép-, Waggon- és Hajógyár Rt. három magyarországi cég egyesüléséből alakult, vasöntéssel, mezőgazdasági gépek, vízturbinák, gőzgépek, belsőégésű motorok, valamint vasúti- és villamoskocsik gyártásával foglalkozott. Jogutódja a Ganz és Társa-Danubius Rt.
Termékei közül jelentősebbek a Központi Vásárcsarnok, a Fővámház (ma: Budapesti Corvinus Egyetem), az Operaház, a Magyar Tudományos Akadémia, a városligeti Iparcsarnok, a Szent István Bazilika, a Parlament épületének, a királyi várnak vaselemei, a Városligeti Műjégpálya XX. századi hűtőrendszere, összerakható hadihidak feltalálása és gyártása, ármentesítő telepek építése, és számtalan korai budapesti és vidéki villamostípus, vasúti személy- és teherkocsi. E gyár építette meg a világ első alacsony padlós villamosát 1896-ban a budapesti kisföldalatti különleges űrszelvénye miatt hattyúnyakas alvázú kivitelben.

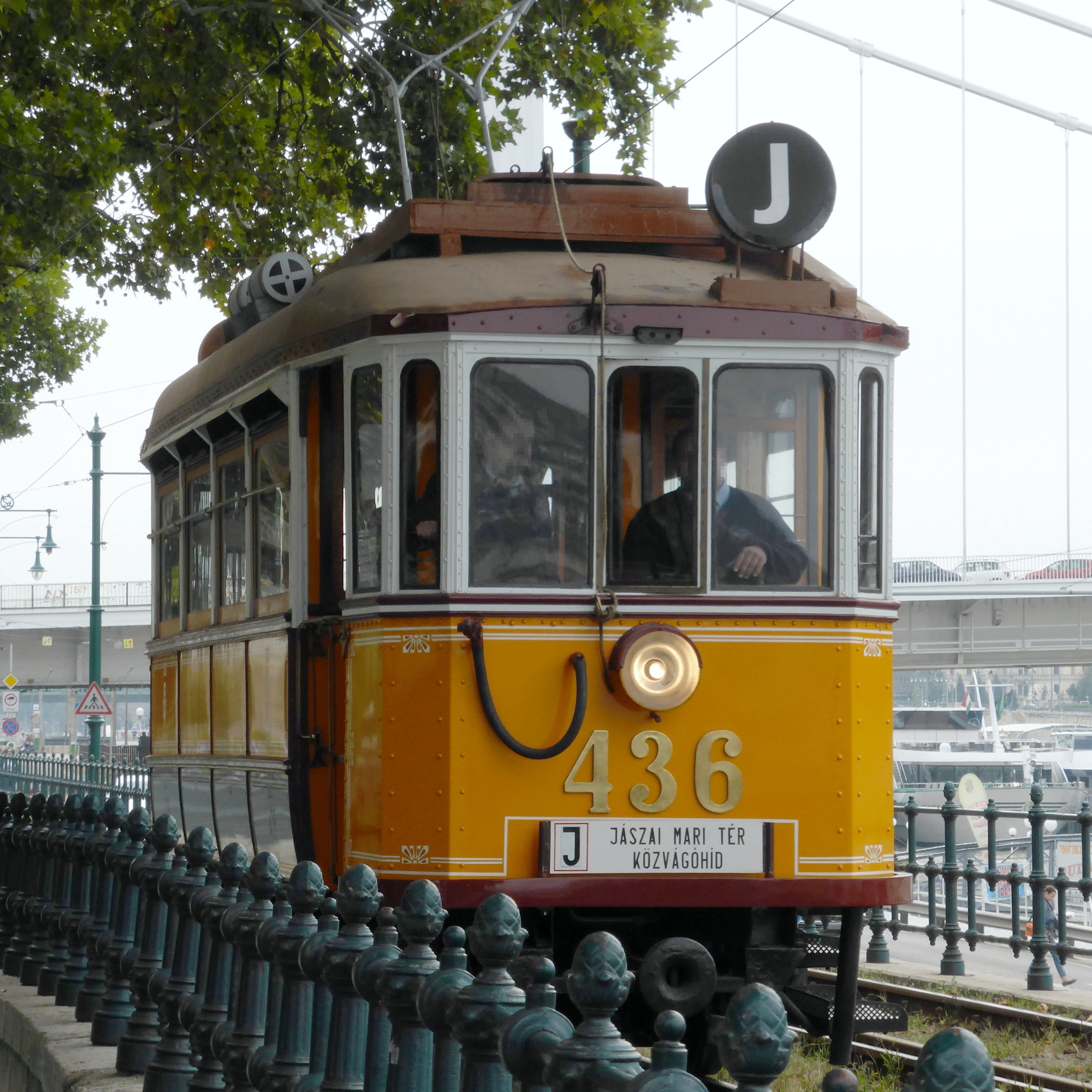
A Budapesti Villamos Városi Vasutak Schlick által gyártott L típusú motorkocsija.

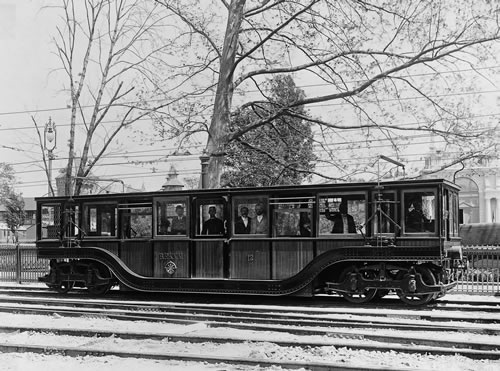
A Ferenc József Földalatti Villamos Vasút Schlick által gyártott motorkocsija.

## A Schlick-féle Vasöntöde és Gépgyár Rt.
Schlick Ignác (1821–1869) 1860 elején alapította meg Budán iparvállalatát, mint egyéni céget. A család, mely egyes források szerint Morvaországból, mások szerint Svájcból vándorolhatott be a 19. század elején, már működtetett egy kis vasöntödét a Vízivárosban, amelyben Schlick Ignác még maga is dolgozott. 
A kis öntödéhez került Langenfeld Frigyes műöntő, Schlick Ignác későbbi veje, aki komoly segítséget nyújtott Schlicknek a vállalat továbbfejlesztésében. Az üzem tevékenységét épületlakatosságra, műöntésre és bádogos mesterségre is kiterjesztették. A budai öntödének a helységei idővel szűknek bizonyultak, és ezért Schlick átköltözködött a pesti oldalra, a Vilmos császár út 57. számú telekre. Budapest akkori gyors fejlődése komoly megrendeléseket hozott, a cég vasszerkezeti munkákat, később pedig a kisebb gőzgépek gyártását is elvállalta.
Az alapító halála után veje, Langelfeld Frigyes vezette tovább az üzemet, és 1869-ben 500 000 Ft alaptőkével részvénytársasággá alakította Schlick-féle Vasöntöde és Gépgyár Rt. név alatt, amelyet a vállalat 1912-ig megtartott. Az 1873-as bécsi világkiállításon a vállalat már számos gyártmányával szerepel és több magas kitüntetést is elnyert.
Langelfeld Frigyes irányítása alatt a gyár kisebb vasszerkezeteken kívül már nagyobb vasszerkezetek, hidak, gőzkazánok, szivattyúk gyártását is elvállalta, emellett ércöntéssel, különleges szobrok öntésével és a pneumatikus hídalapozási munkálatokkal is foglalkoztak. A Schlick végezte az összes ármentesítő telep építését is.
Itt gyártották a városligeti Iparcsarnok, a Szent István Bazilika, a Parlament épületének, a királyi várnak, a Központi Vásárcsarnoknak a vasszerkezetét, valamint számos nagyszabású hídszerkezet. A vasszerkezeti osztálynak a vezetését az a Kohn Antal mérnök vette át, akit külföldről hívtak be az országba, és akinek neve később az összerakható hadihidak feltalálásával vált ismertté.

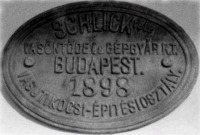
A budapesti Schlick-Nicholson Gép-, Waggon- és Hajógyár Rt. gyári táblája

1877-ben Schlick Béla (1851–1898), az alapító fia vette át a vállalatot, és azt haláláig vezette. A Vilmos császár úton lévő gyár szűknek bizonyult, ezért 1882 vagy 1884 és 1887 között a gyárat áttelepítették a Váci út 45-47. számú telekre, ahol a fúzió után a Schlick–Nicholson gyár törzsgyára volt. Az akkori viszonyokhoz képest rendkívül modernül berendezett nagyszabású gyártelep lehetővé tette újabb gyártási ágak felvételét, például nagyvasúti kocsik, villamos vasúti kocsik, színházi gépészeti berendezések és öntött vascsövek gyártását. Emellett a gyárhoz kötődik a Kerepesi temetőben található Deák-mauzóleum szobra, az Országház egyes szobrai és díszítései, valamint a belváros számos lakóépületének díszes öntöttvas tartószerkezete.
A vállalat alaptőkéje többszöri emelés folytán 1912-ig 4 millió koronára emelkedett, és a vállalat ugyanezen idő alatt 2,5 millió korona tartalékot gyűjtött. A vállalat vezérigazgatója 1900–1912-ig Thaly Zsigmond volt, akit államvasúti üzletvezetői állásából hívtak meg e tisztre.

## Nicholson W. Fülöp
A Nicholson Gépgyárat az Angliából ideszármazott Nicholson W. Fülöp alapította. Ugyanis 1869. év végével a Newark telephelyű Nicholson W. N. angol gépgyár gazdasági gépgyártmányainak terjesztése céljából Magyarországon kereskedelmi képviseletet létesített, amelynek vezetésével az angol gyáros Fülöp nevű fiát bízta meg.
Ez a képviselet kizárólag a saját gyártmányainak a terjesztésével foglalkozott, azonban már 1872-ben szükségessé vált kisebb, az importált gépek javításával foglalkozó műhely felállítása. Ez néhány asztalos és lakatos munkással és néhány kézi erővel hajtott szerszámgéppel dolgozott, azonban főleg Herczegh Józsefnek, a későbbi vezérigazgatónak ösztönzésére berendezkedett kisebb mezőgazdasági gépek gyártására.
1873-ban már teljesen magyar gyártmányú gőzcséplő-garnitúrát állít ki a bécsi világkiállításon, s 1875-ben az akkori Gyár utcában (ma Liszt Ferenc utca) építi fel új, nagyméretű gyárát, amelyben járgányok, cséplőgépek, kisebb gőzlokomobilok és gőzcséplőgépek rendszeres gyártását kezdték meg, úgyhogy az eredeti angol gépgyári képviseletből csakhamar Nicholson W. Fülöp név alatt önálló magyar gépgyár létesült. Ebben kétségtelenül nagy érdeme van Herczegh Józsefnek, a későbbi vezérigazgatónak, aki közlése szerint az üzemben annak kezdetén még dolgozott.
A gyár azonban olyan nagyarányú fejlődének indult, hogy a Gyár utcai helyiség sem bizonyult elégségesnek, és egyes újabban felvett gyártási ágak számára a Podmaniczky és Szondy utcában szétszórva több helységet kellett kibérelniük. Ezért 1883-ban az akkor még teljesen elhanyagolt Külső Váci úton mintegy 8000 négyszögöl területet vásároltak meg, s ott nagyszabású öntődével ellátott modern gyártelepet létesítettek, amely már az első években kb. 500 munkással dolgozott, s a fent említett mezőgazdasági gépeken kívül gőzgépek gyártását is felvette üzletkörébe.
Az 1885. évi budapesti kiállításon a vállalat mint önálló magyar gyár gazdasági gépeivel, gőzlokomobil- és cséplőgépeivel, fekvő- és állórendszerű gőzgépeivel jelentékeny tényezőként szerepel és több magas kitüntetést nyer el.
1885-ben az újpesti öbölben hajójavító műhelyt vásárolt meg, amelyet később kibővítettek és korszerű berendezéssel láttak el, úgyhogy az eleinte csak javítási és átalakítási munkálatokkal foglalkozó hajóműhely idővel nagy személy- és teherszállító folyamhajókat állított elő. Itt épült később a Szapáry és Wekerle nevű, egyenként 600 lóerejű vontató gőzös háromhengeres gőzgéppel, amely rendszerrel a gépgyár elsőnek jelent meg a Dunán.
Ezt követte a Magyar Folyam- és Tengerhajózási Rt. részére a Tátra, Mátra, Fátra, Vértes és Kékes nevű ugyanilyen felszerelésű modern vontatógőzösök.

## Nicholson Gépgyár Rt.
1892-ben az egész törzsgyár leégett, azonban néhány hónap alatt újra felépítették és új berendezéssel és szerszámgépekkel látták el. 1895-ben a vállalat részvénytársasággá alakult át, amelynek Nicholson W. Fülöp az elnöke, Herczegh József pedig a vezérigazgatója lesz. A gyár akkor már kb. 1000 munkást foglalkoztat. 1901-ben a vállalat felveszi a hűtőgépek, 1905-ben pedig a Diesel-motorok gyártását. Időközben beiktatta gyártási körébe a vasszerkezetek, daruk, továbbá a Breitfeld-Danek & Co. Prágai gépgyárral kooperálva a cukorgyári, valamint a bánya- és szállítóberendezések gyártását is. Kiépíti kazángyártási osztályát, eleinte a Simonis és Lanz-rendszerű, később pedig a Magyarországon annyira elterjedt Garbe-rendszerű kazánok készítését véve fel.
1904-ben Nicholson W. Fülöp elhalálozván, a vállalat vezetését Herczegh József vette át, akit 1910-ben a király herczegfalvi előnévvel magyar nemességgel tüntetett ki.

## A Schlick–Nicholson gyár egyesülése
1912. május 4-én részben városfejlesztési szempontból, részben pedig az ökonomikusabb gyártás kedvéért a Nicholson gyár a Schlick gyárral egyesül, és az egyébként is már szűknek bizonyult Nicholson gyártelepet lerombolták és gyári berendezését a Schlick gyár telepére helyezték át, amely már akkor kb. 20 000 négyszögöl területtel rendelkezett, és később kb. 9000 négyszögöl terület hozzávétele által lényegesen bővült.
A fúzió alkalmával a két vállalat alaptőkéjét 8 millió koronára emelték, míg a tartalék 4,5 millió koronára rúgott.

## A Magyar Motor- és Gépgyár Rt. megvétele
A Magyar Motor- és Gépgyár Rt.-nek alakulása az 1850-es években történt, amikor Mayer Enoch Szombathelyen kis vas- és ércöntödét alapít, mely 1902-ben a Mayer-féle Vasöntöde és Gépgyár részvénytársasággá alakul át, 1911-ben pedig a Magyar Motor és Gépgyár Rt. nevet veszi fel.
E gyár kezdettől fogva mezőgazdasági gépek gyártására rendezkedett be, később azonban szívógázmotorok gyártásával is foglalkozott. 1925-ben ezt a vállalatot a Schlick–Nicholson Rt. olvasztja be magába, aminek indító oka részben az volt, hogy Nyugat-Magyarországnak elvétele következtében az országhatár szélére kerülő gyár nem rendelkezett megfelelő fogyasztási területtel, másrészről pedig ugyanazon cikkeket gyártván, mint a Schlick–Nicholson gyár mezőgazdaságigép- és -motor-osztálya, a racionális termelés szempontjából a fúzió szinte szükségszerű követelménnyé vált.

## Az egyesült vállalatok fejlődése a háború alatt és az azt követő években

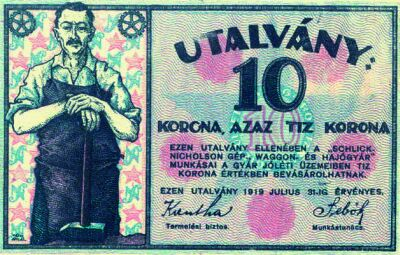
10 koronás utalvány a gyár munkásainak 1919-ből

A fúzió után nem sokkal kitört a háború, mely újabb és igen kihívások elé állította a gyár vezetőségét. A gyárat igen rövid időn belül majdnem kizárólag hadicikkek gyártására állították át, a termelés felfutott, 1916-ban a gyár éjjel-nappali munkával több mint 6000 munkást foglalkoztatott. Az összeomlás után a proletárdiktatúra és a román megszállás alatt a magyar gyáripar más képviselőihez hasonlóan a Schlick gyár működését is számos tényező hátráltatta. A kommunizmus megszűnte után az akkori igazgatóság nagy technikai felkészültsége, kitartása és céltudatos munkája következtében a vállalat rövid időn belül ismét teljes üzemmel dolgozhatott.
A Schlick–Nicholson gyár gyártási elsősorban gőzkazánokat, gőzgépeket, motorokat és egyéb hasonló gépeket gyártott, Magyarországon minden nagyobb ipartelepre, városi közműbe eljutottak termékeik. Emellett a gyár külföldön is jó hírnévnek örvendett, Indiába és Japánba is szállított.
Számos nagy vasúti híd készült a Schlick–Nicholson gyárban, mely a háború alatt főképp saját rendszerű, szétszedhető katonai hidakat szállított nagy mennyiségben. Újabb vasszerkezeti munkái voltak a Népopera tetőzetének vasszerkezete, a Dicsőszentmártoni nitrogéngyár, az ózdi nagy olvasztó stb.
A gyár vagonosztálya a Magyar Királyi Államvasutaknak és egyéb magyarországi vasutaknak szállított. 1927 év elején Budapest Székesfőváros Elektromos Művei részére két, egyenként 110 m² fűtőfelületű és 40 atm. üzemnyomású, számos tüzeléstechnikai újítással ellátott Schlick–Hanomag rendszerű gőzkazánt épített.
Hajógyára a már említett teher- és személyszállító hajókon kívül speciális rendeltetésű hajók, úszó kotrók, úszó daruk, úszó elevátorokat stb. szállított magyarországi vállalatok, valamint főként az aldunai hajózás számára.
A Schlick–Nicholson gyár belföldön négy fiókkal és számos képviselettel rendelkezett, azonkívül Belgrádban eladási irodát, a többi balkáni államban pedig képviseletet tartott fenn. Gyártmányainak körülbelül 20 százalékát exportálta, elsősorban mezőgazdasági gépeket, motorokat, kazánokat és vasszerkezeteket.
A törzsgyár területe 100 000 m² volt, melynek körülbelül a fele be volt építve, a hajógyár 35 000 m²-en terült el. 1925 elején a Schlick–Nicholson körülbelül 2000 munkást és tisztviselőt foglalkoztatott a gyár.
A kihasználatlan kapacitások csődközeli helyzetbe sodorták a vállalatot, végül 1927 nyarán a Ganz és Társa-Danubius Rt.-ba beolvadt.

## További információ
- Horváth Péterné. Schlick Ignác vasöntő és a Schlick-gyár története (XIII. kerületi helytörténeti füzetek) (2010)